# Вільяйон
Вільяйон (ісп. Villayón) — муніципалітет в Іспанії, у складі автономної спільноти Астурія. Населення — 1582 осіб (2009).
Муніципалітет розташований на відстані близько 420 км на північний захід від Мадрида, 70 км на захід від Ов'єдо.
Муніципалітет складається з таких паррокій: Арбон, Онета, Парлеро, Понтісьєлья, Вільяйон і Бусменте, Еріас і Ла-Мурія.

## Демографія
Динаміка населення (INE ):

## Галерея зображень

Розташування муніципалітету